# Harrison Bergeron
Harrison Bergeron ook bekend als Kurt Vonnegut's Harrison Bergeron is een Canadese sciencefiction-televisiefilm uit 1995, geregisseerd door Bruce Pittman en geschreven door Kurt Vonnegut en Miranda de Pencier. De hoofdrollen worden vertolkt door Sean Astin, Miranda de Pencier en Eugene Levy.

## Verhaal
De film speelt in het Amerika van 2053; er is een samenleving gevormd waarin mensen niet meer individuen zijn. Iedereen is via een hoofdband mentaal gelijk aan elkaar; intelligentie bestaat bijna niet meer, alleen nog middelmatigheid. Alleen op een man genaamd Harrison Bergeron heeft de hoofdband klaarblijkelijk geen effect, waardoor hij gewoon zijn eigen intelligentie behoudt. Dit trekt de aandacht van de regering.

## Rolbezetting
| Acteur              | Personage                 |
| ------------------- | ------------------------- |
| Sean Astin          | Harrison Bergeron         |
| Miranda de Pencier  | Phillipa                  |
| Eugene Levy         | President McCloskey       |
| Howie Mandel        | Charlie                   |
| Andrea Martin       | Diana Moon Glampers       |
| Christopher Plummer | John Klaxon               |
| Nigel Bennett       | Dr. Eisenstock            |
| Peter Boretski      | Newman                    |
| David Calderisi     | Commissaris Benson        |
| Emmanuelle Chriqui  | Jeannie                   |
| Hayden Christensen  | Eric                      |
| Cindy Cook          | Weerman                   |
| Roger Dunn          | George Bergeron           |
| Jayne Eastwood      | Ms. Newbound              |
| Hal Eisen           | TV Omroeper - San Quentin |
| Matthew Ferguson    | Garth Bergeron            |
| Michael Fletcher    | Technicus                 |
| John Friesen        | Frank De Loodgieter       |
| Linda Goranson      | Hazel Bergeron            |